# Erythroxylum riverae
Erythroxylum riverae är en tvåhjärtbladig växtart som beskrevs av Jara, J.D.García-gonz.. Erythroxylum riverae ingår i släktet Erythroxylum och familjen Erythroxylaceae. Inga underarter finns listade i Catalogue of Life.